# Dull Knife
Morning Star (en cheyenne : Vóóhéhéve), également connu sous le nom que lui ont donné les Lakotas Dull Knife (en lakota : Tamílapéšni) est un chef des Cheyennes du Nord au XIXe siècle. Il s'illustra par sa résistance au gouvernement américain et à l'expansion vers l'ouest des colons. C'est sans doute grâce au courage et à la détermination dont lui-même et les autres chefs firent preuve, après la bataille de Little Bighorn que les Cheyennes du Nord possèdent toujours une partie des terres de leurs ancêtres dans l'actuel État du Montana.

## Dans la culture populaire
Son personnage fut immortalisé par Gilbert Roland, dans le film de John Ford, Les Cheyennes, en 1964, puis par Kieron Moore, dans le film de Robert Siodmak, Custer, l'homme de l'ouest, en 1967.